# ODB++

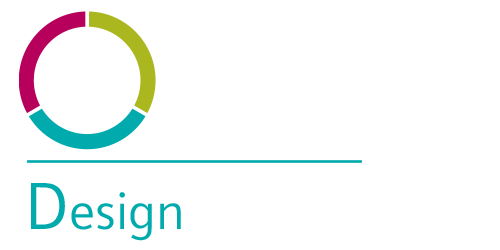
SiemensのODB++デザインロゴ

ODB++は、電子機器の設計と製造に使用されるプロプライエタリCAD-to-CAMデータ交換フォーマットである。その目的は、設計と製造の間や、異なるEDAベンダーの設計ツール間でプリント基板の設計情報を交換することにある。元々はValor Computerized Systems(2010年にMentor Graphicsが買収し、その後2016年にSiemensが買収）によって、同社のCAMシステムにおけるジョブ記述フォーマットとして開発された。
ODBはオープンデータベース(Open DataBase)の略であるが、後述するようにそのオープン性には異論がある。C++を連想させる接尾辞「++」は、1997年にコンポーネント記述の追加とともに付けられた。ODB++には2つのバージョンがあり、オリジナル版（Siemensが管理）と、ValorがGenCAM（IPC-2511）とODB++をOffspring（IPC-2581）に統合するために開発し、IPCに提供したODB++（X）と呼ばれるXML版がある
。

## 導入
ほとんどすべての電子機器の内部にはプリント基板が存在し、その上に半導体やその他の部品がはんだ付けによって機械的・電気的に接続されている。これらのプリント基板は、コンピュータ支援設計（Computer-Aided Design, CAD）システムを使って設計される。実際に製造するためには、コンピュータ内の設計情報をフォトリソグラフィ装置のコンピュータ支援製造（Computer-Aided Manufacturing, CAM）システムに転送する必要がある。CADとCAMシステムは一般的に異なる企業によって製造されているため、データを転送するためにCAD-to-CAMデータ交換フォーマットを取り決める必要がある。ODB++は、このようなデータ交換を行うためのファイルフォーマットのひとつである。ベアボードが製造された後に、電子部品が配置され、はんだ付けされる。

## ファイル構造
使用時、ODB++のデータはファイルとファイルフォルダの階層構造に保存される 。転送には、階層情報を保持した単一の圧縮ファイルを作成する一般的なオペレーティングシステムコマンドを使用するのが簡便である。例えば、Unixではtarコマンドやgzipコマンドが使える。ODB++(X)では、デフォルトの場合、データベースは1個のXMLファイルに格納されている。
ODB++は、導体層のアートワークやドリルデータだけでなく、材料のスタックアップ、テストポイントを含むネットリスト、コンポーネントの部品表、コンポーネントの配置、ファブリケーションデータ、寸法データなどの仕様にも対応している。

## 歴史
Valorは1992年に設立され、1995年にODBをリリースした。1997年にコンポーネント名が追加された際に++接尾辞が追加された。XML版は2000年から開発され、2008年にIPCに提供された 。Valorは2010年にMentorに買収された。
ODB++データフォーマットは2020年に拡張され、デジタルツインを使用することで設計者と製造者間のコミュニケーションを容易にするように設計された。このフォーマットはODB++ Familyと改名され、3つの接続フォーマット用途に分割された。
- ODB++Design： 一般的なEDAソフトウェアを使用して作成され、製造、ファブリケーション、テスト、およびアセンブリ解析（DFx）のための設計に使用される。
- ODB++Process： 設計データを製造装置やワークステーションで使用するファイルに変換するための移行フォーマット。
- ODB++Manufacturing： 製造現場イベント用のフォーマットで、機械とスマートインダストリー4.0ソフトウェアソリューション間の通信機能を備えている[18]。

## 採用実態
1990年代後半、当時第一世代フォーマットであったガーバーフォーマットよりも、第二世代のデータ転送フォーマットの方が効率的であることが業界関係者の間で明らかになった。しかし、2つの候補のうちどちらを選ぶべきか、コンセンサスを得るのは非常に困難だった：
1. ODB++: 実績はあるがプロプライエタリ。
2. IPC-2511 GenCAM：広く使用されていないが、オープンである。

2002年、GenCAM陣営とODB++陣営の間で2年にわたる調整作業が行われた後、妥協案となるODB++(X)フォーマットがNational Electronics Manufacturing Initiative（NEMI：業界団体、後にInternational Electronics Manufacturing Initiative（iNEMI）に改称）によって推奨された。当時この勧告を支持した企業には、Cadence、Hewlett-Packard、Lucent、Easylogix、Mentor（約8年後にValorを買収）、Nokia、Xeroxなどがあった。
しかし、実際のところ、採用はごくわずかであった。その結果、以下に詳述するように、業界はまだ分裂している。2014年後半、Gerber X2が登場し、互換性のある方法でガーバーフォーマットに属性を追加し、ガーバーを第2世代フォーマットに変換できるようになった。

### 支持
ODB++のインポートおよび/またはエクスポートをサポートするEDAツールのリストは、Artwork Conversion Software、Mentor、およびEDAソフトウェアの比較表で見ることができる。ODB++フォーマットを採用している企業の中には、その使用を推奨しているところもある。Streamline Circuitsによると、ODB++は競合するガーバーフォーマットよりもはるかに効率的であり、「8層プリント回路基板のプランニングとツーリングにガーバーを使用すると最大5時間かかるが、ODB++を使用するとわずか1時間で済む」と述べている。Streamlineによると、メーカーは、よりシンプルなガーバーフォーマットの限界を克服するためにODB++を採用している。DownStream Technologiesは、ODB++を「EDAにおけるインテリジェントなデータ交換のためのデファクトスタンダード」と呼んでいる 。2002年、Sanmina/SCIのDana Korf氏は、ODB++を「広く普及している非ガーバーフォーマット」と呼んだ。ViasystemsのKent Balius氏は、ODB++について「...本当に他には何も必要ない」と述べている。

### 批判

#### 懸念
ODB++は、Valor、後にMentor、そして現在はSiemensが管理する独自フォーマットであるため、他の独自規格と同様、ベンダーロックインのリスクが伴う。ODB++がCAM企業であるValorによって管理されていた当時、CAD企業はこの点について懸念を抱いていたが、ライバルのCAD企業であるMentorがValorを買収したことで、この懸念はさらに大きくなった。Mentorは次のように主張している。
「他のEDAツールベンダーのためのODB++とアップデートの組み込みをオープンにサポートしています。」
以前は仕様書へのアクセスを制限し、秘密保持契約を求めていた。申請書には、次のような要件が含まれていた：
「...相互の顧客からの照会を通じて、この統合に対する顧客のニーズを実証すること。Mentor Graphicsの製品部門からの推薦を提出すること、またはMentor Graphicsとパートナー企業の両方にとってこの統合の価値が増加することを証明すること。」 
直接の競争相手の中には、これがアクセス制限を意味すると推測する者もいた。これは競合他社だけでなく、Mentorのユーザーコミュニティにとっても不満の種だった
。
2012年、Mentor社Valor事業部の事業開発担当ディレクターであるJulian Coates氏は、これまでのところ、Mentorの競合他社を含むすべてのODB++パートナーが、ODB++ソリューションアライアンスを通じてODB++インターフェースの構築と保守の支援を申請し、予約やコストなしで受け入れられていると主張している。さらに、旧バージョンであるv7のフォーマット仕様は、NDAの必要なくオープンに利用できるようになった。ODB++ソリューションアライアンスのメンバーシップは無料で、登録すれば誰でも参加できる。登録者には無償のODB++ビューアやその他のソフトウェアユーティリティが提供される。

#### 必要性の欠如
ガーバーフォーマットの開発者であるUcamcoは、一般的なガーバーベースのフロー（いくつかの追加を含む）はODB++と同様に完全で効率的であると主張している。これらの追加はガーバーX2で導入され、従来の拡張ガーバーに属性を追加した。標準属性は、レイヤ構造、パッド機能、CADネットリストを定義することができる。

## 代替
ODB++のプロプライエタリな性質を批判する人々は、将来のコンセンサスフォーマットのモデルとして、よりオープンなフォーマットをいくつか挙げている：
- ガーバーフォーマット: 名目上はUcamco独自のフォーマットだが、ODB++もまた独自のフォーマットである[19]。
- IPC-2511 ("GenCAM")[35]：Teradyne（英語版）/GenRADがIPCに特定の技術を提供したことによるものである。[1]
- IPC-2581 ("Offspring")[8][36]：GenCAM を ODB++(X)と統合する試みである[37]。2011年、ODB++のプロプライエタリな性質への不満もあって、これをサポートする業界コンソーシアムが設立された[36]。Cadence Design Systems、図研[38]、Artwork Conversion Software[39]、ガーバーフォーマットの所有者であるUcamcoが参加した[40][41]。Mentorは当初は参加しなかったが[16]、2012年に参加した[42]。2012年に図研がODB++ソリューションアライアンスに参加することを発表した[43]ことと合わせ、PCB設計者はどのEDAツールを選んでもフォーマットを選択できるようになる可能性が出てきた。

- OpenAccess（英語版）：CadenceからSi2への技術移管によって生まれた[44]。もともとは集積回路用に設計されたものだが、ICパッケージやPCB設計にも応用されている[45]。

- JPCA-EB02 ("Fujiko")[46]：福岡大学の友景教授の研究に基づく[47]。
- EDIF：電子設計データ交換用フォーマット(Electronic Design Interchange Format)